# Okres Púchov
Der Okres Púchov ist ein Verwaltungsgebiet im Nordwesten der Slowakei mit 45.641 Einwohnern (2004) und einer Fläche von 375 km².
Historisch gesehen liegt der Bezirk im ehemaligen Komitat Trentschin (siehe auch Liste der historischen Komitate Ungarns).

## Bevölkerung
| Jahr                | 1994   | 2004    | 2014    | 2024    |
| ------------------- | ------ | ------- | ------- | ------- |
| Anzahl der Personen | 45.597 | 45.641  | 44.537  | 43.483  |
| Unterschied         |        | +0,09 % | −2,41 % | −2,36 % |

| Jahr                | 2023   | 2024    |
| ------------------- | ------ | ------- |
| Anzahl der Personen | 43.710 | 43.483  |
| Unterschied         |        | −0,51 % |

## Städte
- Púchov (Puchau)

## Gemeinden
| - Beluša (Bellusch) - Dohňany - Dolná Breznica - Dolné Kočkovce - Horná Breznica - Horovce - Kvašov | - Lazy pod Makytou (Laaz) - Lednica (Lednitz) - Lednické Rovne (Lednitz-Rowne) - Lúky - Lysá pod Makytou - Mestečko - Mojtín | - Nimnica (Nimnitz) - Streženice - Visolaje - Vydrná - Záriečie - Zubák |

Das Bezirksamt ist in Považská Bystrica, eine Zweigstelle in Púchov.

## Kultur
In dem Artikel Denkmalgeschützte Objekte im Okres Púchov findet man Informationen über die vom slowakischen Denkmalamt geschützten Objekte im Okres.